# Наследуемый по материнской линии синдром диабета и глухоты
Наследуемый по материнской линии синдром сахарного диабета и глухоты (MIDD), или просто Диабет и глухота (DAD), — митохондриальное заболевание, вызываемое мутациями генов MTTL1, MTTE и MTTK. Собственно сахарный диабет при этом заболевании может развиваться довольно медленно; обычно ему предшествует нейросенсорное снижение слуха.
Заболевание часто связано с мутацией A3243G гена MTTL1, которая часто вызывает также синдром MELAS, но в отличие от последнего MIDD, как принято считать, не сопровождается инсультоподобными эпизодами, судорогами, нейропсихиатрическими симптомами. Возможно, такое различие связано с разной «патологической нагрузкой» вследствие гетероплазмии. Предполагается также наличие континуума MIDD-MELAS, поскольку в некоторых исследованиях симптомы «более тяжелого» синдрома MELAS наблюдаются и у пациентов с «более лёгким» MIDD.